# Borolia torpens
Borolia torpens är en fjärilsart som beskrevs av Achille Guenée 1852. Borolia torpens ingår i släktet Borolia och familjen nattflyn. Inga underarter finns listade i Catalogue of Life.